# Gąsior (województwo warmińsko-mazurskie)
Gąsior (dawniej niem. Gonschor, w latach 1938–1945 Gonscher) – osada w Polsce, położona w województwie warmińsko-mazurskim, w powiecie piskim, w gminie Ruciane-Nida.
Wchodzi w skład sołectwa Iznota.
Do 2024 r. miejscowość była przysiółkiem wsi Iznota. W latach 1975–1998 przysiółek administracyjnie należał do województwa suwalskiego.
Gąsior powstał jako osada szkatułowa w 1705 roku na 20 morgach, założona przez niejakiego Gąsiora, na zachodnim brzegu jeziora Bełdany. W 1785 roku były tu 4 gospodarstwa domowe (tzw. "dymy"). W 1839 r. była to wieś z leśniczówką, licząca 6 domów z 34 mieszkańcami.